# Моржовки

Чек на 25 рублей (с надпечаткой). Аверс

Чек на 25 рублей (с надпечаткой). Реверс

Моржо́вки — обиходное название чеков Архангельского отделения Государственного банка, использовавшихся в качестве платёжного средства в 1918—1920 годах на территории Северной области. Выпускались по инициативе Временного правительства Северной области (ВПСО). Архангельские чеки были привязаны к английскому фунту по курсу 40 рублей = 1 фунт.
В начале января 1918 года Архангельское отделение Госбанка объявило, что «ввиду истечения запасов кредитных билетов от 500 рублей и меньше Отделением Государственного банка впредь до получения кредитных билетов из Петрограда будут производиться платежи лишь кредитными билетами тысячерублевого достоинства (запас коих весьма ограничен) …». По подсчетам сотрудников Госбанка, денег хватало всего на полмесяца, что вынуждало местные власти как можно скорее приступить к решению финансового вопроса.
10 января 1918 года в Архангельске состоялось совещание, на котором всестороннему обсуждению был подвергнут вопрос о выпуске местных денежных суррогатов для временной замены денег. По его итогам было принято решение о выпуске бон номиналами 3, 5, 10 и 25 рублей. Это было обусловлено тем, что именно в мелких денежных знаках «ощущалась особенная нужда», как упоминалось на совещании.
25 февраля Государственный банк официально санкционировал выпуск денежных суррогатов для Севера России и выделил средства на их печать.

## Выпуск моржовок
Изготовление денежных знаков было заказано петроградской типографии «Голике и Вильборг». Рисунки на банкнотах были выполнены по эскизам художника С. В. Чехонина, члена объединения «Мир искусства» и ученика И. Е. Репина. Чеки достоинством 3, 5 и 10 рублей выполнялись в едином стиле и были значительно меньшего размера, чем чеки достоинством 25 рублей: на аверсе каждой банкноты находились одинаковые ампирные рамки и виньетки с цифрами номинала. Двадцатирублёвый же чек, в отличие от предыдущих, украшал оригинальный рисунок с изображением на фоне северного сияния белого медведя и моржа среди льдин и торосов. Именно благодаря этому рисунку моржовки получили своё народное название.
На оборотной стороне каждой боны располагался герб Архангельска, а также указывались условия обращения бон.
В общей сложности в обращение было выпущено денежных знаков всего на 120 807 000 рублей. Они были на удивление хорошо приняты населением, вызывая доверие своим внешним видом и качеством исполнения (несмотря на отсутствие водяных знаков и незначительную толщину бумаги). По неизвестным причинам пятирублевые чеки, уже будучи напечатанными, выпущены не были. В 1920-х сохранившиеся экземпляры таких чеков использовались как негодная бумага или обертки.
С мая по август моржовки имели статус денег Советского Севера. В августе 1918 года в Архангельске произошла высадка английских интервентов, вследствие чего большевики покинули город, и в нём было сформировано Временное Северное правительство во главе с Н. В. Чайковским. По решению этого правительства моржовки стали ходовым платёжным средством новообразованной Северной области, наряду с царскими деньгами и керенками. С 1 сентября 1918 года поверх каждой имеющейся боны Архангельского банка ставился штамп, указывающий на её непосредственную принадлежность к Северной области.
Всем, кто имел деньги, предлагалось предъявить их в отделения госбанка. Знаки, не прошедшие регистрацию
после 1 октября 1918 года, теряли покупательную способность. В отделении госбанка на все поступавшие туда
чеки ставили механическим способом надпечатку: «Зарегистрировано». Ниже шли две подписи: «Управляющий Отделением государственного Банка Кн(язь) И. А. Куракин» и «Кассир А. Фаддеев». Текст обрамляли две горизонтальные линейки сверху и снизу. Над верхней посередине помещался двуглавый орёл со скипетром и державой, но без короны. Надписи выполнялись двумя цветами: на трёхрублёвых и двадцатипятирублёвых чеках краснооранжевым, на десятирублёвых — черным.